# Reality Killed the Video Star
Reality Killed the Video Star ist das achte Studioalbum des englischen Sängers Robbie Williams. Es wurde nach drei Jahren Pause im November 2009 veröffentlicht und war das erste, das in Großbritannien nicht die Nummer 1 der Charts erreichte.

## Entstehung
Reality Killed the Video Star wurde mit Produzent Trevor Horn in London aufgenommen. Der Titel ist eine Anspielung auf Horns frühere Band The Buggles, die mit ihrem Song Video Killed the Radio Star Anfang der 1980er Jahre einen Hit hatte. Als Singles wurden Bodies, You Know Me und Morning Sun ausgekoppelt.
Zum Album sagte Williams: I want people to feel elated, I want them to dance, I want them to forget about who they are and where they are for 50 minutes – and, within those 50 minutes of forgetting who they are, I also hope people relate to the songs. This is a record that I’m very proud of – I think it’s fucking brilliant. I want it to be the record that, if people think of Robbie Williams, they go, Yeah, Reality Killed The Video Star. (Deutsch: Ich will, dass die Leute sich beschwingt fühlen, ich will sie zum Tanzen bringen, ich will, dass sie 50 Minuten lang vergessen, wer sie sind und wo sie sind – und, in den 50 Minuten des Vergessens wer sie sind, hoffe ich auch, dass sich die Leute mit den Songs identifizieren. Das ist ein Album, auf das ich sehr stolz bin – ich denke, es ist verdammt genial. Ich will, dass es das Album ist, dass wenn die Leute an Robbie Williams denken, sagen, klar, Reality Killed The Video Star.) Er sagte auch, dass Trevor Horn sein Genie eingebracht habe.

## Titel
1. Morning Sun (Williams, Black, Ralph, Spencer, K. Andrew, R. Andrew) – 4:06
2. Bodies (Williams, Christy, Russo) – 4:04
3. You Know Me (Williams, Hardy, Spencer, K. Andrew) – 4:21
4. Blasphemy (Williams, Chambers) – 4:18
5. Do You Mind? (Williams, Jankel, Spencer, K. Andrew) – 4:06
6. Last Days of Disco (Williams, Spencer, K. Andrew) – 4:50
7. Somewhere – 1:01
8. Deceptacon (Williams, Ralph, Spencer, K. Andrew, R. Andrew) – 5:01
9. Starstruck (Williams, Beard, Spencer, K. Andrew) – 5:21
10. Difficult for Weirdos (Williams, Spencer, K. Andrew) – 4:29
11. Superblind (Williams, Eisler) – 4:46
12. Won’t Do That (Williams, Ralph, Spencer, K. Andrew, R. Andrew) – 3:38
13. Morning Sun (Reprise) (Williams, Black, Ralph, Spencer, K. Andrew, R. Andrew) – 1:19
14. Arizona (Download bonus only / Japanese bonus track) (Williams, Spencer, K. Andrew) – 5:38

## Kommerzieller Erfolg

### Chartplatzierungen
| ChartsChartplatzierungen       | Höchstplatzierung | Wochen |
| ------------------------------ | ----------------- | ------ |
| Deutschland (GfK)              | 1 (27 Wo.)        | 27     |
| Österreich (Ö3)                | 1 (21 Wo.)        | 21     |
| Schweiz (IFPI)                 | 1 (22 Wo.)        | 22     |
| Vereinigte Staaten (Billboard) | 160 (1 Wo.)       | 1      |
| Vereinigtes Königreich (OCC)   | 2 (24 Wo.)        | 24     |

| ChartsJahrescharts (2009)    | Platzierung |
| ---------------------------- | ----------- |
| Deutschland (GfK)            | 18          |
| Österreich (Ö3)              | 19          |
| Schweiz (IFPI)               | 10          |
| Vereinigtes Königreich (OCC) | 10          |

| ChartsJahrescharts (2010)    | Platzierung |
| ---------------------------- | ----------- |
| Deutschland (GfK)            | 40          |
| Österreich (Ö3)              | 32          |
| Schweiz (IFPI)               | 33          |
| Vereinigtes Königreich (OCC) | 95          |

### Auszeichnungen für Musikverkäufe
| Land/Region                  | Auszeichnungen für Musikverkäufe (Land/Region, Auszeichnung, Verkäufe) | Verkäufe    |
| ---------------------------- | ---------------------------------------------------------------------- | ----------- |
| Argentinien (CAPIF)          | Gold                                                                   | 20.000      |
| Australien (ARIA)            | Platin                                                                 | 70.000      |
| Belgien (BRMA)               | Platin                                                                 | 30.000      |
| Dänemark (IFPI)              | Platin                                                                 | 30.000      |
| Deutschland (BVMI)           | 2× Platin                                                              | 400.000     |
| Europa (IFPI)                | Platin                                                                 | (1.000.000) |
| Finnland (IFPI)              | Gold                                                                   | 15.954      |
| Frankreich (SNEP)            | Platin                                                                 | 200.000     |
| Irland (IRMA)                | Gold                                                                   | 7.500       |
| Italien (FIMI)               | Platin                                                                 | 70.000      |
| Mexiko (AMPROFON)            | Gold                                                                   | 30.000      |
| Neuseeland (RMNZ)            | Gold                                                                   | 7.500       |
| Niederlande (NVPI)           | Gold                                                                   | 30.000      |
| Österreich (IFPI)            | Platin                                                                 | 30.000      |
| Polen (ZPAV)                 | Gold                                                                   | 10.000      |
| Schweden (IFPI)              | Gold                                                                   | 20.000      |
| Schweiz (IFPI)               | Platin                                                                 | 30.000      |
| Ungarn (MAHASZ)              | Gold                                                                   | 3.000       |
| Vereinigtes Königreich (BPI) | 3× Platin                                                              | 900.000     |
| Insgesamt                    | 9× Gold · 13× Platin ·                                                 | 1.902.954   |

Hauptartikel: Robbie Williams/Auszeichnungen für Musikverkäufe